# أبو محمد صالح
أبو محمد صالح هو محمّد صالح بن ينصارن سعيد بن غيفان بن الحاج يحيى بن يلاخت الدكالي الماݣري (548-631هـ/ 1153 -1234م)، صوفي مغربي عاش خلال عصر الدولة الموحدية.
يقول الكانوني: «في عهد دولة الموحدين ظهر العالم الصالح الداعية أبو محمد صالح الماݣري المتوفى سنة 631 هـ/ 1234م وأولاده الشيوخ الأئمة، وتلامذته البررة الأطهار، الذين آزروه وساعدوه في نهجه القويم، وعلمه النافع».